# Azul patenteado V
Azul patenteado V é um corante de código E 131 também chamado de azul alimentar n°5. Quimicamente é o sal cálcico do ácido 4[alfa (p-dietilaminofenil) alfa -(4-dietiliminociclo-hexa-2,5-dienilideno)metili]-6-hidroxibenzeno-1,3-dissulfónico.
Suas características são uma cor azul escura ou violácea, na forma de pó, insolúvel em éter e acetona, muito solúvel na água e pouco solúvel no álcool.